# Лаура Раян
Лаура Раян (англ. Laura Ryan; нар. 4 липня 1992) — американська стрибунка у воду.
Призерка літньої Універсіади 2013 року.